# Yūji Yokoyama
Yūji Yokoyama (横山 雄次?, Yokoyama Yūji; Saitama, 6 luglio 1969) è un allenatore di calcio ed ex calciatore giapponese, di ruolo centrocampista, collaboratore tecnico del Ventforet Kofu.